# Winrich Carl-Wilhelm Clasen
Winrich Carl-Wilhelm Clasen (* 25. November 1955 in Hamburg) ist ein deutscher Verleger, Herausgeber und Autor. Seit 2015 schreibt er unter dem Pseudonym Paul Schaffrath Kriminalromane.

## Leben
Clasen studierte Romanistik, Geschichte, Kunstgeschichte und Evangelische Theologie an der Rheinischen Friedrich-Wilhelms-Universität Bonn. Seit 1979 leitet er den von ihm gegründeten cmz-Verlag. Clasen ist Mitglied des Rheinischen Vereins für Denkmalpflege und der Krimiautorenvereinigung Das Syndikat.

## Herausgeberschaften (als Winrich C.-W. Clasen)
- 1981: Den Frieden gewinnen. Theologie angesichts der Herausforderungen der Zukunft. ISBN 3-922584-02-0 (zusammen mit Sabine Zoske)
- 1983: Festschrift für Carl-Wilhelm Clasen zum 60. Geburtstag. Beiträge aus Kunstgeschichte, Literatur und Theologie. ISBN 3-922584-28-4
- 1986: Zeit(t)räume. Perspektiven der Zeiterfahrung in Literatur, Theologie und Kunstgeschichte. ISBN 3-922584-32-2  (zusammen mit Gertrud Lehnert-Rodiek)
- 1994: St. Mariä Himmelfahrt Gelsenkirchen-Buer. 1954–1994. ISBN 3-87062-022-6 (zusammen mit Gisela Reimann und Hildegard Spermann)
- 2001: Evangelischer Taschenkatechismus. Mit einem Geleitwort von Manfred Kock. ISBN 3-87062-055-2 (zusammen mit Michael Meyer-Blanck und Günter Ruddat). 3. unveränderte Auflage 2002
- 2011: 100 Jahre St. Joseph-Gymnasium Rheinbach 1911-2011. ISBN 978-3-87062-211-4 (zusammen mit Hans Peter Schlinkmann und Hans Rieck)
- 2014: Rom für Bildungsbürger. Ein Lese- und Bilderbuch. ISBN 978-3-87062-160-5 (zusammen mit Eberhard Hauschildt und Wolfram Kinzig)
- 2018: Mittelmeer-Passagen. Ein Lese- und Bilderbuch. ISBN 978-3-87062-307-4 (zusammen mit W. Peter Schneemelcher)
- 2023: Die letzte Zahl. Eine kulturgeschichtliche Reise von Zürich nach Riga. ISBN 978-3-87062-361-6 (zusammen mit Joachim Negel)

## Kriminalromane (als Paul Schaffrath)
- 2015: Bonner Fenstersturz. Rheinland-Krimi. ISBN 978-3-87062-161-2. Zweite verbesserte Auflage 2016
- 2015: Die Drei Könige. Köln-Krimi. ISBN 978-3-87062-167-4
- 2017: Bonner Testament. Rheinland-Krimi. ISBN 978-3-87062-251-0
- 2017: Der Nebel von Avignon. Provence-Krimi. ISBN 978-3-87062-280-0
- 2018: Der ferne Sommer. Rheinland-Krimi. ISBN 978-3-87062-299-2
- 2019: Hansen. Kriminalroman. ISBN 978-3-87062-317-3
- 2022: Der kleine Kölner. Kriminalroman. ISBN 978-3-87062-353-1